# Ђирони (Пистоја)
Ђирони је насеље у Италији у округу Пистоја, региону Тоскана.
Према процени из 2011. у насељу је живело 38 становника. Насеље се налази на надморској висини од 155 м.